# Synagoge Altenkirchen (Westerwald)

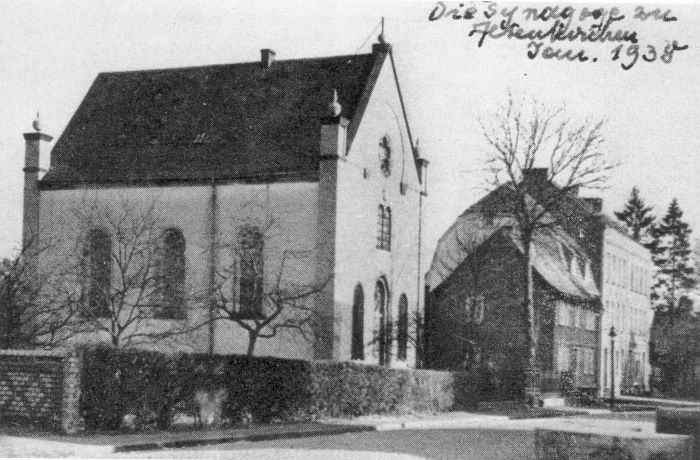
Synagoge in Altenkirchen (Westerwald)

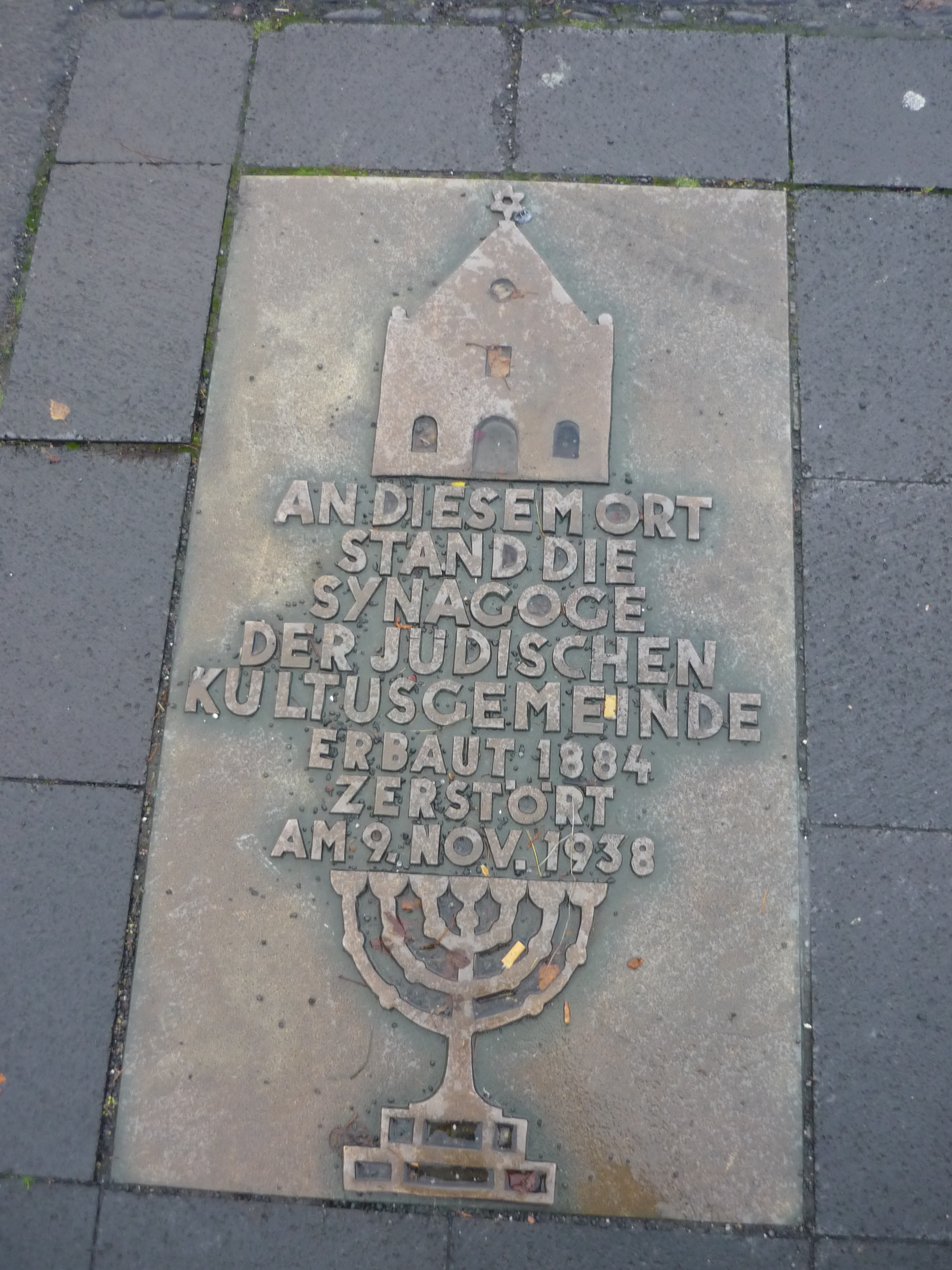
Gedenktafel zur Erinnerung an die Synagoge, Frankfurter Straße

Die Synagoge in Altenkirchen (Westerwald), der Kreisstadt des Landkreises Altenkirchen (Westerwald) in Rheinland-Pfalz, wurde von 1882 bis 1884 erbaut und während der Novemberpogrome 1938 in Brand gesteckt.
Die Synagoge befand sich an der Mackensenstraße, heute Frankfurter Straße. Sie bot etwa 120 Gläubigen Platz. Über dem Portal waren die Gesetzestafeln angebracht.
Eine Gedenkplatte wurde vor dem Platz, wo die Synagoge stand, angebracht. An der Stelle der ehemaligen Synagoge befindet sich heute ein Parkplatz.